# Саарела, Сини
Си́ни Са́арела (фин. Sini Saarela; род. 9 ноября 1981, Финляндия) — финская активистка Гринпис, общественный деятель, чья кандидатура в 2013 году была номинирована Guardian Media Group на звание «Человек года».

## Дело Arctic Sunrise
18 сентября 2013 года вместе с другими активистами «Гринпис» предприняла попытку проникновения на российскую платформу «Приразломная», когда с гражданином Швейцарии Марко Вебером, имея при себе только альпинистское снаряжение, попыталась закрепиться на борту буровой платформы. Для предотвращения их действий вниз с платформы были направлены струи водомётов, после этого активисты были задержаны сотрудниками подразделения специального назначения Пограничного управления ФСБ России по Мурманской области и доставлены на борт сторожевого корабля «Ладога». Активистам была оказана немедленная помощь в связи с переохлаждением организма. Следственный комитет РФ сообщил, что действия активистов могут иметь признаки пиратства (ст. 227 УК РФ). Из Мурманска арестованные были переведены в Санкт-Петербург. 23 октября СК России переквалифицировал действия активистов Гринпис с «пиратства» на «хулиганство» (грубое нарушение общественного порядка, выражающее явное неуважение к обществу, совершенное с применением предметов, используемых в качестве оружия, организованной группой, связанное с сопротивлением представителю власти, ч.2 ст. 213 УК РФ). Позднее была освобождена под залог, но без права покидать территорию России. В связи с принятым в России законом об амнистии по случаю 20-летия российской Конституции, все находившиеся под следствием активисты Гринпис 25 декабря были освобождены. По возвращении в Финляндию, продолжала настаивать на своём мнении, что акция Гринпис была необходимым действием.
В 2014 году, за фотографию Сини Саарела, газетный фотограф Финского информационного агентства Юсси Нукари получил премию «Новостная фотография — 2013».